# Robin (Batman)
Robin is een fictieve superheld uit de strips van DC Comics. Hij is vooral bekend als de sidekick van Batman; waar Batman gebaseerd is op de vleermuis is Robin gebaseerd op de roodborstlijster.
Zijn eerste voorkomen in een stripverhaal was in 1940 (Detective Comics deel 38). 'The Boy Wonder' heeft meerdere identiteiten, want er zijn meerdere personen die het masker gedragen hebben in de Comics.
Naast het bestrijden van het kwaad met Batman, stond hij aan het hoofd van the Teen Titans. Zijn kostuum kan als het tegengestelde van Batman gesteld worden, daarom dat Robin zich meestal ook als de vrolijkste van de Batmangroep (Batman, Batgirl, Robin en Nightwing) rekent.

## Biografie

### Dick Grayson
Dick Grayson was de eerste Robin. Hij was een jongen die in het circus werkte samen met zijn ouders. Ze waren bekend als "The Flying Graysons". Op een nacht als het circus in Gotham City is, worden zijn ouders in koelen bloede vermoord als de gangster Tony Zucco hun trapezes saboteert, omdat het circus hem geen protectiegeld heeft betaald. Hij wordt daarna onder de hoede van Bruce Wayne gesteld. Hij komt al snel achter de ware identiteit van Batman en die leidt hem op als medebestrijder van het kwaad. Deze vriendschap duurt een lange tijd totdat Dick volwassen wordt en beseft dat Batmans manier niet de juiste is. Hij vindt dat Batman soms te hard kan zijn. Hij besluit te stoppen met de rol van Robin en reist de wereld rond. Als hij terug is, wil hij weer tegen het kwaad vechten, maar niet meer ondergeschikt tegenover Batman. Hij vindt zijn eigen identiteit uit en bestrijdt het kwaad in Bludhaven als Nightwing. Hij helpt nog steeds Batman en Teen Titans in deze nieuwe vermomming.
Dick Grayson heeft de rol van Batman al twee keer overgenomen van Bruce Wayne. De eerste keer was in de verhaallijn Knightfall, toen Wayne herstellende was nadat Bane zijn rug gebroken had. De tweede keer was enkele maanden na Bruces ogenschijnlijke dood in Final Crisis. Na de terugkeer van Bruce waren er zelfs korte tijd twee Batmans.

### Jason Todd
Batman ontmoette de jonge Jason Todd wanneer hij hem betrapte op het moment dat hij de wielen van de Batmobile aan het stelen was. Jason was net als Dick Grayson een wees. Hij wordt ook onder de hoede van Batman genomen, maar bleek al snel niet zo goed te zijn als zijn voorganger. Jason luisterde niet zo goed naar de bevelen van Batman waardoor hij vaak in benarde situaties belandde. Wanneer hij op zoek gaat naar zijn echte moeder, Dr. Sheila Haywood, vindt hij haar na een lange zoektocht. De reünie is echter van korte duur, aangezien zijn moeder door de Joker ontvoerd wordt. Ondanks de bevelen van Batman gaat Jason zijn moeder alleen redden, maar belandt in een val. Na een lange marteling van de Joker, worden ze beiden achtergelaten met een bom. Met zijn laatste krachten bevrijdt hij zijn moeder, maar ze kunnen niet meer ontsnappen. De Joker wint en Jason en zijn moeder overlijden (Batman: A Death in the Family).
Het lot van Jason Todd werd bepaald door de lezers van de comics. De strip waarin Jason stierf eindigde namelijk met de ontploffing van de bom, en lezers mochten DC bellen om te bepalen of Batman Jason in de volgende strip levend of dood aan zou treffen. De tweede optie won.
Nadat Superboy-Prime vervormingen van de realiteit veroorzaakte keerde Jason weer terug in Gotham als de nieuwe Red Hood en begon een carrière als een gewelddadige wreker. Een jaar na Infinite Crisis zette hij deze lijn voort in New York, als een moorddadige versie van Nightwing. Toen hij een reis door het Multiversum maakte nam hij naar een voorbeeld uit een andere wereld de identiteit van Red Robin aan, maar werd in zijn eigen wereld opnieuw een gewelddadige wreker. Na de dood van Bruce Wayne trachtte hij in de verhaallijn Battle for the Cowl Batmans rol over te nemen, waarbij hij grof geweld tegen zowel misdadigers als mededingers niet schuwde. Daarna nam hij de identiteit van de Red Hood weer aan.

### Tim Drake
Tim Drake is Batmans derde Robin. Hij was eigenhandig achter de ware identiteiten van Batman en Robin gekomen. Na het bericht van het overlijden van Jason Todd, merkte hij dat de gebroken en teruggetrokken Batman een nieuwe protegé nodig had en brandde hij vol van hoop. Batman leidde hem op tot zijn sterkste en trouwste Robin. In tegenstelling tot de andere Robins heeft Tim Drake nog wel ouders en was het een hele opgave om zijn geheime identiteit verborgen te houden. Hij heeft ook zijn eigen Robincycle: "The Redbird". In 1989 maakte hij zijn eerste optreden als Tim Drake, in 1990 werd hij tot Robin omgedoopt en in hetzelfde jaar kwam de eerste Robin-comic, waarin hij direct de hoofdrol speelde. Na enige tijd komt zijn vader achter zijn geheime identiteit en beveelt hem om te stoppen. Batman stemt toe, want hij is niet de voogd van Tim. In War Games neemt Tim zijn geheime identiteit weer aan met toestemming van zijn vader, die later echter door Captain Boomerang vermoord werd. Dit leidde ertoe dat Bruce Wayne hem later als zijn zoon adopteerde, net als bij Tims voorgangers. Na de dood van Wayne nam Tim tijdelijk de identiteit van Batman aan als tegenwicht tegen Jason Todd. Jason verwondde hem ernstig, waarna hij zich terugtrok uit zijn rol als Robin. Daarna ging hij als Red Robin op zoek naar een spoor van Wayne. In diezelfde rol werd hij opnieuw leider van de Teen Titans.
Tims uiterlijk als Robin wijkt sterk af van zijn voorgangers. Allereerst was hij de eerste Robin die geen korte broek, maar een volledige (kogelvrije) maillot droeg. Later veranderde hij de kleuren van zijn kostuum, als eerbetoon aan de omgekomen Superboy. Hierop werd zijn kostuum rood met zwart in plaats van rood met groen. In augustus 2021 maakte DC Comics bekend dat Tim Drake biseksueel is. Tim Drake is een speelbaar personage in de DLC van het spel Batman: Arkham City.

### Stephanie Brown
Stephanie Brown is de dochter van The Cluemaster. Omdat hij nooit zijn beloftes hield tegenover zijn dochter besloot ze zijn plannen te verpesten, ("to spoil"), als een superheld. Ze neemt Spoiler aan als alter ego en helpt Batman en Robin af en toe. Nadat Tim Drake het heldenleven achter zich moet laten, neemt zij de rol van Robin over en wordt daarmee de eerste vrouwelijke Robin in het reguliere DC Universum. Maar niet voor een lange tijd, want ze is geen goede Robin en Batman ontslaat haar. Ze wordt opnieuw Spoiler, maar wil zichzelf bewijzen tegenover Batman en steelt een scenario van Batman. Dit scenario van Batman houdt in dat hij controle heeft over alle bendes in Gotham City door een tussenpersoon. Ze volgt alle stappen van het scenario, maar wanneer de tijd rijp is, daagt de tussenpersoon niet op en breekt er een oorlog uit in Gotham. Nadien blijkt dat de tussenpersoon Matches Malone was, een alter ego van Batman, waarmee hij in het verleden vaker undercover ging in de criminele onderwereld. In deze War Games wordt Stephanie Brown vermoord. Later dook zij weer op, toen bleek dat Leslie Thompkins de dood van Stephanie in scène had gezet om haar te verbergen.

### Damian Wayne
Damian is de zoon van Talia al Ghul en Bruce Wayne. Omdat de League of Shadows in oorlog kwam met Deathstroke, bracht Talia al Ghul Damian ter bescherming naar zijn biologische vader. Na Waynes verdwijning barstte er een strijd los om de mantel van Batman, waarbij Tim Drake ernstig gewond raakte. Nadat Jason Todd verslagen was werd Dick Grayson de nieuwe Batman, en werd Damian de nieuwe Robin. Na de terugkeer van Bruce Wayne verliep hun samenwerking slecht, waarna Damian met Dick bleef opereren in Gotham. Pas later ging Dick weer over op zijn identiteit als Nightwing en werd Damian definitief een duo met zijn vader. Hij hoopt nog altijd om ooit Batman te worden, en zijn houding jegens Tim Drake blijft onvriendelijk.

### Carrie Kelly
In Frank Millers vierdelige miniserie Batman: The Dark Knight Returns (1986) verscheen er eerder een vrouwelijke Robin in een DC comic, genaamd Carrie Kelly. Het verhaal hierin speelt zich alleen af in een alternatieve wereld, die afwijkt van de reguliere tijdlijn in de Batman-verhalen. In de werkelijkheid van The Dark Knight Returns borg Batman zijn kostuum op na de dood van Jason Todd en haalt Kelly hem tien jaar later over opnieuw gemaskerd de straat op te gaan.

## In andere media

### Films
- Robin (Dick Grayson) werd gespeeld door Douglas Croft in de Batman filmserie uit 1943. Dit was de enige keer dat Robin gespeeld werd door een echte tiener.
- Dezelfde Robin werd gespeeld door Johnny Duncan in de Batman and Robin filmserie uit 1949.
- Robin werd gespeeld door Burt Ward in de film Batman uit 1966. (Zie de televisieserie hieronder.)
- Chris O'Donnell speelde Robin/Dick Grayson in zowel Batman Forever als Batman & Robin. Plannen om Robin al in de eerdere films van Tim Burton te laten voorkomen waren aanwezig, maar werden niet uitgevoerd. In de versie van Batman Forever zijn Dicks ouders (en zijn broer) vermoord door Two-Face, die het circus en het publiek gijzelt om Batman uit zijn tent te lokken. Pas tegen het einde van de film accepteert Batman de hulp van Robin, wiens voornaamste motief wraak op Two-Face is. In het vervolg, Batman & Robin, dreigt er een ruzie tussen Batman en Robin te komen omdat Robin er genoeg van heeft om de tweede viool te spelen, terwijl Poison Ivy olie op het vuur gooit. In deze laatste film lijkt Robins kostuum overigens meer op dat van Nightwing, maar dan met een cape en een rood logo, zoals Nightwing in 2011 ook in de strip kreeg.
- In de film Batman v Superman: Dawn of Justice is er een Robin-pak te zien waar Bruce Wayne naar kijkt. Op het pak staat tekst geschreven door de Joker waardoor werd bevestigd dat de Joker in het DCEU Jason Todd heeft vermoord. Aan het begin valt ook te zien dat Dick Grayson al is overleden in het DCEU.
- Robin (Dick Grayson) verschijnt in LEGO minifiguur-vorm in The Lego Batman Movie. In deze film zien we Dick Grayson per ongeluk geadopteerd worden door Bruce Wayne. Grayson ontdekt uiteindelijk de Batcave en vecht samen met Batman mee tegen de Joker als Robin. De stem van Robin werd ingesproken door Michael Cera. De Nederlandse stem van Robin werd ingesproken door Buddy Vedder.
- Robin (Damian Wayne) verschijnt in de film Teen Titans Go! to the Movies. Deze film is een verlengstuk van de animatieserie Teen Titans Go!. Robin wil in de film zijn eigen superheldenfilm krijgen. Robin's stem werd ingesproken door Scott Menville.

### Live-actionseries
- Robin werd gespeeld door Burt Ward in de Batman serie uit de jaren 60.
- In de serie Titans uit 2018 komen twee Robins voor, Dick Grayson gespeeld door Brenton Thwaites en Jason Todd gespeeld door Curran Walters. In de serie geeft Dick Grayson zijn rol als Robin, de sidekick van Batman op, en is hij op zoek naar wie hij dan wel precies is.

### Animatieseries
- Robin deed mee in de animatieserie The New Adventures of Batman.
- Verschillende incarnaties van Robin kwamen voor in de series Batman: The Animated Series en The New Batman Adventures. In deze twee op elkaar aansluitende series werden zowel Dick Grayson als Tim Drake Robin. 
  - In de eerste serie was Dick Grayson nog Robin, maar verscheen hij maar af en toe in beeld. Uit de dubbele aflevering Robin's Reckoning, waarin Robins komaf in flashback wordt verteld, blijkt ook dat hij veel jonger was toen zijn ouders vermoord werden. Inmiddels is Dick al aan het studeren en daarom minder vaak in Gotham om Batman te helpen. In het tweede seizoen werd de serie echter omgedoopt tot The Adventures of Batman and Robin en kwam Robin vaker voor.
  - In The New Batman Adventures bleek dat Dick de rol inmiddels had opgegeven (uit een flashback bleek dat hij zelfs met felle ruzie vertrok) maar wordt algauw een vervanger gevonden in Tim Drake. Tim Drake lijkt in deze versie meer op Jason Todd: hij is een straatjongen wiens vader een crimineel is, wat hem een doelwit van Two-Face maakt.
  - Andere verschijningen in het DC Animated Universe van Tim Drake als Robin waren enkele gastrollen in Static Shock en de tekenfilms Batman: Mystery of the Batwoman en Batman Beyond: Return of the Joker. In de laatste film bleek uit een flashback dat Tim op het einde van zijn tijd als Robin slachtoffer werd van de Joker (vergelijking met Jason Todd). De Joker martelde en hersenspoelde hem, om hem in zijn "zoontje" te veranderen en hem Batman te laten doden. Tim schoot echter de Joker dood.
- Robin was een vast personage in de animatieserie Teen Titans.
- Robin doet sinds het vierde seizoen mee in de animatieserie The Batman.
- In Batman: The Brave and the Bold kwam Dick Grayson als Robin voor. Dick opereert in de serie echter al onafhankelijk (op wat flashbacks na) en wordt uiteindelijk Nightwing. In de aflevering The Knights of Tomorrow! kwam Damian Wayne als Robin voor in een verhaal bedacht door Alfred Pennyworth.
- In de animatieserie Young Justice komen de eerste drie Robins voor:
  - Dick Grayson was in het eerste seizoen een van de hoofdkarakters. Zijn stem wordt gedaan door Jesse McCartney. Hij is dertien jaar in de serie, en daarmee de jongste van het team. Desondanks is hij het meest ervaren. In het tweede seizoen, dat zich vijf jaar later afspeelt, is hij Nightwing geworden en is de leider van het team.
  - Jason Todd verschijnt maar kort in het tweede seizoen. Een hologram van hem is te zien bij een ereplaats voor gevallen helden.
  - Tim Drake is Robin in het tweede seizoen. Hij is een goede vechter en strateeg.
- In Batman: Under the Red Hood komen zowel Dick Grayson als Jason Todd voor. Dick is in deze film enkel Nightwing, maar Jason Todd is Robin in een aantal flashbacks, vanaf zijn adoptie door Batman tot aan zijn dood.
- In Teen Titans Go! verschijnt Robin (Damian Wayne) als een van de hoofdpersonages.

### Videospellen
- Robin verschijnt in de Arkham-spellen Batman: Arkham City en Batman: Arkham Knight. In Arkham City zien we Tim Drake als Robin meevechten tegen de handlangers van Ra's al Ghul. In Arkham Knight zien we tevens weer Tim Drake maar ook Dick Grayson als Nightwing. Jason Todd verschijnt als de schurk Arkham Knight. De stem van Tim Drake werd in Arkham City ingesproken door Troy Baker, in het vervolg Arkham Knight sprak Tim Drake door Matthew Mercer ingesproken waarbij Baker de stem van Jason Todd insprak. Nightwing werd ingesproken door Scott Porter.